# Barbaggio
Barbaggio település Franciaországban, Haute-Corse megyében. Lakosainak száma 340 fő (2022. január 1.). Barbaggio Patrimonio, Bastia, Furiani, Poggio-d’Oletta és Saint-Florent községekkel határos.

## Népesség
A település népességének változása:
| Lakosok száma | 73   | 78   | 164  | 200  | 237  | 277  | 303  | 302  | 297  | 340  |
|               | 1968 | 1982 | 1999 | 2006 | 2011 | 2015 | 2017 | 2018 | 2020 | 2022 |